# 板東英二のズバリ!直球勝負
『板東英二のズバリ!直球勝負』（ばんどうえいじのズバリちょっきゅうしょうぶ）は、1993年10月21日から1994年3月17日まで日本テレビ系列局で放送されていた読売テレビ製作の情報番組である。放送時間は、毎週木曜 21:00 - 21:54 (JST) 。

## 概要
司会の板東英二とゲストコメンテーターが、政治・経済・文化など各方面での社会の出来事に迫るという内容で放送されていたが、放送開始当初から視聴率が不振だったため前番組の『谷村新司のテレビ裸の王様』同様、番組は半年程度で終了した。
本番組の終了後、日本テレビ系列の木曜21時台は読売テレビ製作の連続ドラマ枠へと移行したため（実質土曜22時台からの移行）、この枠での情報バラエティ路線は1995年10月の『輝け!噂のテンベストSHOW』まで途絶えることになる。

## 出演者

### 司会
- 板東英二
- 大島智子

### リポーター
- 上野由比
- ほか

| 日本テレビ系列・読売テレビ製作 木曜21:00 - 21:54   | 日本テレビ系列・読売テレビ製作 木曜21:00 - 21:54                              | 日本テレビ系列・読売テレビ製作 木曜21:00 - 21:54             |
| 前番組                                             | 番組名                                                                        | 次番組                                                       |
| -------------------------------------------------- | ----------------------------------------------------------------------------- | ------------------------------------------------------------ |
| 谷村新司のテレビ裸の王様 （1993.4.15 - 1993.9.16） | 板東英二のズバリ!直球勝負 （1993.10.21 - 1994.3.17） 【ここまでバラエティ枠】 | 三軒目の誘惑 （1994.4.14 - 6.30） 【本番組より連続ドラマ枠】 |